# Belgische Gouden Schoen 1970
De verkiezing van de Belgische Gouden Schoen 1970 werd in 1971 gehouden. Wilfried Van Moer won deze voetbalprijs voor de derde keer. Hij evenaarde zo het record van Paul Van Himst.

## De prijsuitreiking
Standard Luik speelde in 1970 voor de tweede keer op rij kampioen. De 25-jarige Wilfried Van Moer was als aanvoerder en uitblinker het gezicht van de Rouches. Hij kreeg van de stemgerechtigden voor de tweede keer op rij de Gouden Schoen. Het was zijn derde in totaal, waardoor Van Moer het record van Paul Van Himst evenaarde. Van Himst zelf haalde voor het eerst in vijf jaar nog eens de top 5. Jean Dockx was voor het derde jaar op rij derde in de einduitslag.

## Top 5
| Nr. | Land            | Naam              | Club(s)        | Punten |
| --- | --------------- | ----------------- | -------------- | ------ |
| 1.  | Vlag van België | Wilfried Van Moer | Standard Luik  | 202    |
| 2.  | Vlag van België | Christian Piot    | Standard Luik  | 175    |
| 3.  | Vlag van België | Jean Dockx        | Racing White   | 140    |
| 4.  | Vlag van België | Nico Dewalque     | Standard Luik  | 136    |
| 5.  | Vlag van België | Paul Van Himst    | RSC Anderlecht | 73     |

1954 · 
1955 · 
1956 · 
1957 · 
1958 · 
1959 · 
1960 · 
1961 · 
1962 · 
1963 · 
1964 · 
1965 · 
1966 · 
1967 · 
1968 · 
1969 · 
1970 · 
1971 · 
1972 · 
1973 · 
1974 · 
1975 · 
1976 · 
1977 · 
1978 · 
1979 · 
1980 · 
1981 · 
1982 · 
1983 · 
1984 · 
1985 · 
1986 · 
1987 · 
1988 · 
1989 · 
1990 · 
1991 · 
1992 · 
1993 · 
1994 · 
1995 · 
1996 · 
1997 · 
1998 · 
1999 · 
2000 · 
2001 · 
2002 · 
2003 · 
2004 · 
2005 · 
2006 · 
2007 · 
2008 · 
2009 · 
2010 · 
2011 · 
2012 · 
2013 · 
2014 · 
2015 · 
2016 · 
2017 ·
2018 ·
2019 ·
2020 ·
2022 ·
2023 ·
2024